# Barsegh von Ani
Barsegh Pahlawuni (armenisch Բարսեղ Ա Անեցի; auch Barsel, Basil; † 1113) war 1081 bis 1105 Katholikos von Ani und 1105 bis 1113 Katholikos von ganz Armenien.
Barsegh war der Neffe des Katholikos Gregor II. Wkajasser, der ihn 1081 als Bischof im seldschukisch besetzten Ani eingesetzt hatte. 1090 setzte er den Katholikos von Maraş, der die Unterstützung von Philaretos Brachamios genoss, mit Hilfe Malik Schahs ab. 1103 besuchte Barsegh Edessa, wo er von Balduin II. prunkvoll empfangen wurde. Als Wahram am 5. Dezember 1105 in dem Kloster Karmir Wank bei Kessun starb, stand er seinem Begräbnis vor und wurde damit zum anerkannten neuen Katholikos. Barsegh wechselte nun seinen Amtssitz zwischen Ani, Mesopotamien und Tzamandos und ließ sich schließlich in Schugur am Orontes nieder, wo er mit zahlreichen Mitgliedern seines Gefolges am 13. November 1113 beim Einsturz eines Balkons starb, nachdem er seinen 18-jährigen Neffen Gregor III. Pahlawuni (1113–1166) als Nachfolger eingesetzt hatte.